# One Way Ticket
 (juin 2017).
Si vous disposez d'ouvrages ou d'articles de référence ou si vous connaissez des sites web de qualité traitant du thème abordé ici, merci de compléter l'article en donnant les références utiles à sa vérifiabilité et en les liant à la section « Notes et références ».
Pour les articles homonymes, voir One Way (homonymie).
One Way Ticket (Aller simple en français) est une chanson interprétée par Neil Sedaka, écrite par Jack Keller et Hank Hunter. 
Elle a été initialement incluse dans la face B des singles de 1959 Oh! Carol de Sedaka. En 1961, la chanson est sélectionnée dans la liste des titres de son troisième album studio, Neil Sedaka Sings Little Devil and His Other Hits, mais n'a jamais été sorti en single autonome. Malgré cela, elle est arrivée à la première place des charts pop japonais.

## Reprises
One Way Ticket a été reprise plusieurs fois : 
- une version disco chantée par le groupe Eruption en 1979 ;
- une version Française (titre : Chaque chaque fois) chantée par Evy en 1963 ainsi que "le grand train bleu" interprétée par Anny Gould en (année 1960)
- une version Polonaise (titre : Bilet w jedną stronę) chantée par Helena Majdaniec i Czerwono Czarni en 1963
- une version Estonienne (titre : Viimne pilet) chantée par Anne Veski
- une version Russe (titre : Синий, синий иней) chantée par le groupe Zdravstvuy Pesnya

### Version de Eruption
One Way Ticket a aussi été chantée par le groupe disco Eruption, et apparaît dans leur deuxième album, Leave a Light. Le titre est produit par Frank Farian, le producteur de Boney M, ce qui lui donne un son proche des titres chantés par ce groupe. La chanson est devenue un grand succès en Europe dans la première moitié de 1979, en atteignant le top 10. One Way Ticket est aujourd'hui une des chansons les plus connues du groupe, avec leur reprise de I Can't Stand the Rain.
Le single s'est vendu à 500 000 exemplaires sur le sol français avec un disque d'or

## Dans la culture
Sauf indication contraire ou complémentaire, les informations mentionnées dans cette section proviennent du générique de fin de l'œuvre audiovisuelle présentée ici.
- 2005 : Edy - bande originale et musiques additionnelles